# اینابا ماساکونی
اینابا ماساکونی (به ژاپنی: 稲葉 正邦 Inaba Masakuni); ۲۶ ژوئیهٔ ۱۸۳۴ – ۱۵ ژوئیهٔ ۱۸۹۸) سیاستمدار و از دایمیوهای فودای و روجو در دوره ادو اهل ژاپن بود.